# Federacja Jednot Ewangelickich w Hiszpanii
Federacja Jednot Ewangelickich w Hiszpanii (hiszp. Federación de Entidades Religiosas Evangélicas de España) – krajowy związek Kościołów i innych wspólnot protestanckich w Hiszpanii, powstały w 1986 z przekształcenia działającej od 1956 Komisji Obrony Protestantów. Celem federacji jest wspieranie protestantyzmu we Hiszpanii, a także obrona prawa do wolności religijnej.

## Założenia
Kościoły chrześcijańskie wchodzące w skład Federacji są zobowiązane do wierności ideałom Reformacji, za których sumę teologiczną uznano apostolskie wyznanie wiary oraz pięć zasad protestantyzmu (sola scriptura, solus Christus, sola gratia, sola fide, soli Deo gloria), kontynuacji i szacunku wobec reformacyjnego dziedzictwa wiary, a także obrony prawa każdego człowieka do wolności religijnej.
W 2004 roku Federacja zrzeszała ponad 200 tysięcy hiszpańskich protestantów w dwóch tysiącach jednot i kościołów identyfikujących się z teologiczną spuścizną ruchu reformacyjnego, przede wszystkim: hiszpańskich luteranów, ewangelików reformowanych, reformowanych anglikanów, baptystów, metodystów, adwentystów dnia siódmego, ewangelikalnych chrześcijan i zielonoświątkowców.

## Działalność
Podstawowym celem Federacji jest upowszechnianie myśli protestanckiej w społeczeństwie hiszpańskim. Działania Federacji poza współpracą wewnątrzprotestancką, w ramach której odbywają się wspólne nabożeństwa, konferencje i zjazdy, obejmują także inicjatywy dobroczynne realizowane przez własną organizację diakonijną – Diakonię Hiszpanii oraz ekumeniczne, jak współpraca z Serbskim Kościołem Prawosławnym w Hiszpanii.
Federacja posiada własną produkcję telewizyjną – Buenas Noticias TV (Telewizja Dobra Nowina), która zajmuje się także produkcją audycji radiowych.

## Organizacja i struktura
Każda parafia i zbór kościoła sfederowanego przynależy automatycznie do jednego z szesnastu rad regionalnych Federacji, które pozostają w znacznym stopniu autonomiczne względem siebie, posiadając władze z własnego wyboru, niezależność działania, wolność inicjatyw, czy prawo do własnych symboli, np. graficznych:
- Protestancka Rada Andaluzji,
- Protestancka Rada Aragonii,
- Protestancka Rada Asturii,
- Protestancka Rada Balearów,
- Protestancka Rada Wysp Kanaryjskich,
- Protestancka Rada Kantabrii,
- Protestancka Rada Kastylii-La Manchy,
- Protestancka Rada Kastylii i Leónu (strona rady),
- Protestancka Rada Katalonii (strona rady),
- Protestancka Rada Walencji,
- Protestancka Rada Estremadury (strona rady),
- Protestancka Rada Galicji (strona rady),
- Protestancka Rada Madrytu (strona rady),
- Protestancka Rada Murcji (strona rady),
- Protestancka Rada Nawarry,
- Protestancka Rada Kraju Basków (strona rady).

Na szczeblu centralnym działają trzy zespoły: komisja plenarna, komisja stała i komisja współpracy. Władze Federacji wybierane są demokratycznie. Obecnym prezydentem Federacji jest Daniel Rodríguez Ramos.

## Kościoły członkowskie
Lista obejmuje największe denominacje Federacji:
- Adwentyzm
  - Kościół Adwentystów Dnia Siódmego w Hiszpanii
- Anabaptyzm/mennonityzm
  - Zrzeszenie Mennonitów i Braci w Chrystusie w Hiszpanii
- Anglikanizm
  - Hiszpański Reformowany Kościół Episkopalny
- Baptyzm
  - Ewangelicki Związek Baptystów w Hiszpanii (członek Europejskiej Federacji Baptystycznej i Światowego Związku Baptystycznego)
  - Federacja Niezależnych Kościołów Ewangelicznych w Hiszpanii
  - Zrzeszenie Reformowanych Baptystów Przymierza Łaski w Hiszpanii
- Bracia plymuccy
  - Zbory Braterskie w Hiszpanii
- Kalwinizm
  - Kościół Ewangelicki Hiszpanii (ewangelicko-unijny)
  - Kościoły Reformowane Hiszpanii
  - Ewangeliczny Kościół Prezbiteriański w Hiszpanii
  - Kościół Chińskich Chrześcijan w Hiszpanii
  - Zrzeszenie Reformowanych Baptystów Przymierza Łaski w Hiszpanii
  - Chrześcijański Kościół Reformowany w Hiszpanii
- Kościoły Chrystusowe
  - Kościół Chrystusowy w Hiszpanii
- Kościoły ewangelicko-unijne
  - Kościół Ewangelicki Hiszpanii (członek Światowej Wspólnoty Kościołów Reformowanych i Światowej Rady Metodystycznej)
- Kościoły niekonfesyjne
  - Wolny Kościół Braci w Chrystusie w Hiszpanii
  - Ponaddenominacyjny Kościół Chrześcijański w Hiszpanii
  - Międzynarodowy Kościół Chińskiej Misji Protestanckiej w Europie
  - Federacja Kościołów Przymierza Chrześcijańskiego i Ewangelizacji Hiszpanii
- Luteranizm
  - Kościół Ewangelicki Hiszpanii (ewangelicko-unijny)
  - Kościół Ewangelicko-Luterański w Hiszpanii (członek Wyznającej Konferencji Ewangelicko-Luterańskiej)
- Metodyzm
  - Kościół Ewangelicki Hiszpanii (ewangelicko-unijny, członek Światowej Rady Metodystycznej)
- Pentekostalizm
  - Federacja Zborów Bożych w Hiszpanii
  - Kościół Ewangeliczny „Filadelfia” w Hiszpanii
  - Kościół Ewangeliczny „Dobra Nowina” w Hiszpanii
  - Kościół Ciała Chrystusowego w Hiszpanii
- Ruch charyzmatyczny
  - Zbory Chrześcijańskie Hiszpanii
  - Zbory Ewangelizacji Świata przez Chrystusa
- Ruch uświęceniowy
  - Armia Zbawienia w Hiszpanii